# Charles Comte
François-Charles-Louis Comte (ur. 25 sierpnia 1782 w Sainte-Enimie, zm. 13 kwietnia 1837 w Paryżu) – francuski profesor prawa, liberalny ekonomista i dziennikarz.

## Życiorys
W 1814 Comte założył razem z Charlesem Dunoyerem liberalny dziennik Le Censeur. W 1820 skazano go za ataki na łamach prasy na króla, przez co zbiegł do Szwajcarii. Następnie został profesorem prawa naturalnego na Uniwersytecie w Lozannie. W wyniku zeznań rewolucjonisty Fredrica Jeana Witta złożonych bawarskiej policji oraz zabiegów francuskiej policji, Comte został zmuszony do wyjazdu ze Szwajcarii. Uciekł do Anglii na 18 miesięcy, gdzie zaprzyjaźnił się z Benthamem, po czym powrócił do Francji w 1825 i został publicystą dla Revue Americaine.
W 1827, bazując na notatkach ze szwajcarskich wykładów, opublikował Traité de législation (Traktat o legislacji; 4 tomy), który opisywał prawa rządzące rozwojem firm oraz powody dla których rozwój ten może zostać zahamowany. Książka zyskała uznanie i zdobyła nagrodę Montyon Prize. Miała ogromny wpływ na kolejne pokolenie francuskich ekonomistów, w tym na Frédérica Bastiata. Jako ekonomista był kontynuatorem Jean-Baptiste’a Saya, którego córkę poślubił.
Comte był aktywny w opozycji, która doprowadziła do Rewolucji lipcowej 1830. Odmówił płacenia podatków, dopóki król Karol X Burbon nie cofnie serii anty-liberalnych dekretów. W 1831 i w 1834 został deputowanym z departamentu Sarthe. W 1832 został członkiem Académie des Sciences Morales et Politiques.